# Guinea (moneda)

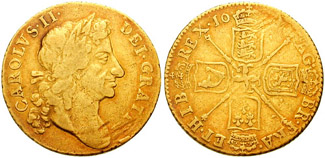
Guinea de Carlos II.

La guinea era una moneda de oro que se utilizó en el Reino Unido, antes de que adoptase el sistema decimal en 1971. Equivalía a 21 chelines.

## Historia
Las primeras guineas, piezas de oro de veintiún chelines, se acuñaron en 1663, autorizadas por la Corona británica «para uso y en nombre de la Company of Royal Adventurers trading with Africa», comerciantes londinenses a los que el rey Carlos II había vendido el monopolio del comercio con África y cuyo logotipo —un elefante— figuraba en una de las caras de la moneda.
Se le dio el nombre de guinea debido a que el oro con que se acuñaron las primeras series de esta moneda fue importado de la Costa de Guinea, en el África occidental.[cita requerida]
Posteriormente, en 1698, al haber aumentado el valor real del oro con respecto del valor nominal de las guineas, Guillermo III fijó el valor de la guinea en 21 chelines y 6 peniques. Esos seis peniques desaparecieron en diciembre del 1717, quedando fijado su valor en 21 chelines.
En 1817, una nueva modificación del sistema monetario traería una moneda que recuperaría el valor nominal de los veinte chelines, una cantidad mucho más sencilla de utilizar: la libra.
De este modo, la guinea como moneda desaparecería físicamente, si bien quedaría dentro del uso popular su valor de una libra y un chelín, considerado como un valor más caballeroso. Así sería típico que los pagos a los comerciantes se hiciesen en libras, mientras que a los profesionales se les pagaría en guineas, al igual que por las obras de arte o los caballos de carreras.

## Literatura
En la novela corta de Oscar Wilde El crimen de Lord Arthur Savile (título original en inglés: Lord Arthur Savile's Crime), un quiromántico solicitó ser pagado con cien guineas, y no con cien libras, y por ello ganó reconocimiento social, además de cinco libras adicionales. En efecto, el conde le dio un cheque por 105 £, y no las cien libras solicitadas.